# Eduard Einstein
Eduard Einstein (28. července 1910 Curych – 25. října 1965 Curych) byl druhý syn Alberta Einsteina a jeho manželky Milevy Marićové.

## Život
Eduard Einstein, otcem přezdívaný „Tete“, byl citlivé dítě s talentem pro poezii a hudbu. Stejně jako jeho bratr Hans Albert Einstein i Eduard trpěl odloučením rodičů, po kterém bratři vyrůstali s matkou ve Švýcarsku. Eduard byl dobrým a oblíbeným žákem. Je rozšířeným omylem, že v prvních pěti letech po rozchodu v červnu 1914 se s otcem nestýkal, dokonce ani ve dvacátých letech nebyl jeho vztah s otcem o nic problematičtější, než je tomu obecně mezi dospívajícími syny a jejich otci. Dobrým příkladem úspěšných kontaktů mezi otcem a syny je pobyt u přítele Alberta Einsteina pastora Camilla Brandhubera v říjnu 1920 v Benzingenu v Hohenzollernu a návštěva otce se synem Eduardem u příbuzných v Ulmu ve dnech 7. a 8. října 1923, během níž otec vystoupil se synem sám na věž ulmského Minsteru a poté se vydali na zámek Lautrach, který patřil mecenáši a obchodnímu příteli Hermannu Schmidt-Kaempfeovi. Přijel tam také Hans Albert. Eduardův vztah s matkou byl po celý život blízký, i když rozhodně ne bezstarostný.

## Literární díla
Dochovaná poezie Eduarda Einsteina, jejíž část bylo možné číst ve školních novinách již za jeho života, má často satirické rysy, podobně jako poezie jeho otce. Básnické studie Eduarda Einsteina o mentalitě učitelů a spolužáků však mají nejen společensko-kritický rozměr, který ukazuje křehkost měšťanské idyly v německy mluvícím Švýcarsku, ale vypovídají také o existenciálním zděšení z vysoké míry necitlivosti a absurdity, která ve světě existuje a projevuje se mimo jiné i v moderním měšťanském životě. Některé z charakterových studií Eduarda Einsteina odkazují na tytéž učitele, které ve své románové biografii Die Gerettete Zunge (1977) vylíčil jeho spolužák z curyšské kantonální školy, pozdější nositel Nobelovy ceny za literaturu Elias Canetti. Důležitým adresátem aforismů Eduarda Einsteina, které odkazují mimo jiné na Sigmunda Freuda a Friedricha Nietzscheho, byl jeho otec, který mu také dával zpětnou vazbu na jeho texty, ale literární kariéru mu nedoporučoval.

## Nemoc
V říjnu 1932 byl Eduard poprvé hospitalizován na psychiatrické klinice Burghölzli v Curychu, kde mu byla v lednu 1933 diagnostikována schizofrenie. Pro Alberta Einsteina byla synovo onemocnění především genetické povahy a mělo kořeny v rodině Eduardovy matky. Skutečnost, že po poslední návštěvě kliniky přerušil se synem kontakt, je opět předmětem legend; ve skutečnosti však korespondence mezi uzavřeným synem a jeho otcem, který žil v Americe, prořídla. Celkově strávil Eduard Einstein v Burghölzli téměř 14 let, z toho několik několikaměsíčních období mezi rokem 1942 a matčinou smrtí v roce 1948, ale především posledních osm let před svou smrtí ve věku 55 let na podzim roku 1965. Od roku 1952 až do své vlastní náhodné smrti v roce 1962 ho se souhlasem otce podporoval jako mentor životopisec Alberta Einsteina Carl Seelig, který se mimo jiné staral také o Roberta Walsera.